# Sinagoga din Zgurița
Sinagoga din Zgurița a fost un lăcaș de cult evreiesc din satul Zgurița, raionul Drochia.
A fost construită la începutul secolului al XX-lea ca o clădire cu un etaj. După al Doilea Război Mondial, clădirea a fost folosită ca depozit. În prezent este deținută de o fabrică agroalimentară.